# 유로 주화
유로 주화는 유로존에서 사용하는 통화인 유로의 주화를 말한다. 유로 주화는 유로가 통용된 2002년에 처음 발행되었으며 1, 2, 5, 10, 20, 50유로센트, 1, 2유로 주화가 통용된다. 유로 주화 뒷면은 유럽 지도가 그려져 있는 공통적인 디자인을 사용하지만 주화 앞면은 유로존에 속해 있는 국가의 독자적인 주화 디자인을 사용한다. 유로존 국가와 체결된 협정에 따라 유로를 통화로 사용하는 모나코, 바티칸 시국, 산마리노, 안도라 또한 독자적인 주화 디자인을 사용한다.
유로 주화와 그 외의 기념주화는 유럽 연합 회원국의 조폐국에서 각 나라에 배정된 양에 맞춰 제작한다. 각 나라의 독자적인 유로 주화 디자인은 자국 내에서 결정하며 유로 주화의 공통적인 디자인과 주화 디자인은 유럽 중앙은행이 관리한다.

## 공통 디자인
유로 주화의 공통적인 뒷면 디자인은 벨기에 왕립 조폐국 소속 디자이너인 뤼크 라위크스(Luc Luycx)가 맡았다. 1, 2, 5유로센트 주화는 세계에서 유럽이 차지하는 위치를 주제로 디자인했으며 10, 20, 50유로센트 주화는 유럽의 단결을 이끄는 유럽 연합을, 1, 2유로 주화는 국경 없는 유럽을 주제로 하고 있다. 지도 위아래에는 세로줄과 12개의 별이 그려져 있다.
현재의 디자인은 2007년에 수정된 디자인으로 2004년에 있었던 유럽 연합의 확장을 반영했다. 이에 따라 10, 20, 50유로센트 주화와 1, 2유로 주화 뒷면의 디자인이 수정되었다.
| 공통 디자인 | 액면  | 지름 (mm) | 두께 (mm) | 질량 (g) | 모양           | 재질 | 재질 | 테두리 | 디자인                    | 최초 발행 연도 |
| --- | ----- | --------- | --------- | -------- | -------------- | ---- | --- | ------ | ------------------------- | -------------- |
| | €0.01 | 16.25mm   | 1.67mm    | 2.30g    | 원 모양        |      | 구리 도금 강철 강철 94.35% 구리 5.65%                                                                                         |        | 유럽을 중심으로 한 지구본 | 2002년         |
| 평면 | €0.01 | 16.25mm   | 1.67mm    | 2.30g    | 원 모양        |      | 구리 도금 강철 강철 94.35% 구리 5.65%                                                                                         |        | 유럽을 중심으로 한 지구본 | 2002년         |
| | €0.02 | 18.75mm   | 1.67mm    | 3.06g    | 원 모양        |      | 구리 도금 강철 강철 94.35% 구리 5.65%                                                                                         |        | 유럽을 중심으로 한 지구본 | 2002년         |
| 홈이 있는 평면 | €0.02 | 18.75mm   | 1.67mm    | 3.06g    | 원 모양        |      | 구리 도금 강철 강철 94.35% 구리 5.65%                                                                                         |        | 유럽을 중심으로 한 지구본 | 2002년         |
| | €0.05 | 21.25mm   | 1.67mm    | 3.92g    | 원 모양        |      | 구리 도금 강철 강철 94.35% 구리 5.65%                                                                                         |        | 유럽을 중심으로 한 지구본 | 2002년         |
| 평면 | €0.05 | 21.25mm   | 1.67mm    | 3.92g    | 원 모양        |      | 구리 도금 강철 강철 94.35% 구리 5.65%                                                                                         |        | 유럽을 중심으로 한 지구본 | 2002년         |
| | €0.10 | 19.75mm   | 1.93mm    | 4.10g    | 원 모양        |      | 노르딕 골드 구리 89% 알루미늄 5% 아연 5% 주석 1%                                                                              |        | 유럽 지도 (왼쪽)          | 2002년         |
| 톱니무늬 | €0.10 | 19.75mm   | 1.93mm    | 4.10g    | 원 모양        |      | 노르딕 골드 구리 89% 알루미늄 5% 아연 5% 주석 1%                                                                              |        | 유럽 지도 (왼쪽)          | 2002년         |
| | €0.20 | 22.25mm   | 2.14mm    | 5.74g    | 스페인 꽃 모양 |      | 노르딕 골드 구리 89% 알루미늄 5% 아연 5% 주석 1%                                                                              |        | 유럽 지도 (왼쪽)          | 2002년         |
| 7개의 넓은 홈이 있는 평면 (스페인 꽃) | €0.20 | 22.25mm   | 2.14mm    | 5.74g    | 스페인 꽃 모양 |      | 노르딕 골드 구리 89% 알루미늄 5% 아연 5% 주석 1%                                                                              |        | 유럽 지도 (왼쪽)          | 2002년         |
| | €0.50 | 24.25mm   | 2.38mm    | 7.80g    | 원 모양        |      | 노르딕 골드 구리 89% 알루미늄 5% 아연 5% 주석 1%                                                                              |        | 유럽 지도 (왼쪽)          | 2002년         |
| 톱니무늬 | €0.50 | 24.25mm   | 2.38mm    | 7.80g    | 원 모양        |      | 노르딕 골드 구리 89% 알루미늄 5% 아연 5% 주석 1%                                                                              |        | 유럽 지도 (왼쪽)          | 2002년         |
| | €1    | 23.25mm   | 2.33mm    | 7.50g    | 원 모양        |      | €1 바깥쪽 테두리 / €2 중심부: 니켈 황동 (구리 75%, 아연 20%, 니켈 5%) €2 바깥쪽 테두리 / €1 중심부: 백동 (구리 75%, 니켈 25%) |        | 유럽 지도 (오른쪽)        | 2002년         |
| 평면 3개와 톱니무늬 3개 | €1    | 23.25mm   | 2.33mm    | 7.50g    | 원 모양        |      | €1 바깥쪽 테두리 / €2 중심부: 니켈 황동 (구리 75%, 아연 20%, 니켈 5%) €2 바깥쪽 테두리 / €1 중심부: 백동 (구리 75%, 니켈 25%) |        | 유럽 지도 (오른쪽)        | 2002년         |
| | €2    | 25.75mm   | 2.20mm    | 8.50g    | 원 모양        |      | €1 바깥쪽 테두리 / €2 중심부: 니켈 황동 (구리 75%, 아연 20%, 니켈 5%) €2 바깥쪽 테두리 / €1 중심부: 백동 (구리 75%, 니켈 25%) |        | 유럽 지도 (오른쪽)        | 2002년         |
| 톱니무늬와 문자 명각 (문자 명각은 발행 국가마다 서로 다름) | €2    | 25.75mm   | 2.20mm    | 8.50g    | 원 모양        |      | €1 바깥쪽 테두리 / €2 중심부: 니켈 황동 (구리 75%, 아연 20%, 니켈 5%) €2 바깥쪽 테두리 / €1 중심부: 백동 (구리 75%, 니켈 25%) |        | 유럽 지도 (오른쪽)        | 2002년         |
| 출처:영국 구리 개발 협회. “유로 - 구리의 탄생 (The Euro - Born out of Copper)”. 2009년 5월 15일에 원본 문서에서 보존된 문서. 2009년 9월 6일에 확인함. 출처:유럽 중앙은행. “유럽 중앙은행: 공통 디자인 (ECB: Common sides)”. 2009년 5월 21일에 원본 문서에서 보존된 문서. 2009년 9월 6일에 확인함. |       |           |           |          |                |      | |        |                           |                |

### 1999년부터 2006년까지 사용된 공통 디자인
1999년부터 2006년까지 사용된 유로 주화 뒷면에는 유럽 연합 15개국의 지도가 그려져 있었는데 여기에는 유로존에 속해있지 않은 나라인 영국과 스웨덴, 덴마크의 지도도 그려져 있었다. 유로 주화는 1999년에 처음 등장했는데 당시 유로는 결제 목적의 통화였기 때문에 통용되지 않았는데도 프랑스와 스페인, 벨기에, 핀란드, 네덜란드에서 유로 주화가 제조되었다. 이 때문에 이들 국가들은 유로 주화가 등장한 해를 유로 통용이 개시된 해가 아닌 유로 주화 제조가 개시된 해로 보고 있다.

## 발행 국가별 유로 주화 디자인
유로 주화의 앞면 디자인은 유로존에 속해 있는 국가의 독자적인 주화 디자인을 사용한다. 모든 유로 주화 앞면에는 조폐국 로고와 12개의 별, 발행 연도가 새겨져 있지만 주화의 앞면 디자인은 8종 모두 같기도 하고 다르기도 한다.
유로를 통화로 사용하는 유럽 연합 회원국의 유로 주화 디자인은 다음 문서에서 언급한다.
- 그리스의 유로 주화
- 네덜란드의 유로 주화
- 독일의 유로 주화
- 라트비아의 유로 주화
- 룩셈부르크의 유로 주화
- 리투아니아의 유로 주화
- 몰타의 유로 주화
- 벨기에의 유로 주화
- 불가리아의 유로 주화 (2026년 도입 예정)
- 스페인의 유로 주화
- 슬로바키아의 유로 주화
- 슬로베니아의 유로 주화
- 아일랜드의 유로 주화
- 에스토니아의 유로 주화
- 오스트리아의 유로 주화
- 이탈리아의 유로 주화
- 크로아티아의 유로 주화
- 키프로스의 유로 주화
- 포르투갈의 유로 주화
- 프랑스의 유로 주화
- 핀란드의 유로 주화

### 유럽 연합 비회원국의 유로 주화
모나코와 바티칸 시국, 산마리노는 유럽 연합 회원국은 아니지만 유로존 국가와 체결된 협정에 따라 유로를 통화로 사용하기 때문에 이들 국가 또한 독자적인 주화 디자인을 사용한다. 안도라는 한동안 독자적인 주화 디자인을 사용하지 않았지만 2011년 6월 30일에 체결한 유럽 연합과 체결한 통화 협정에 따라 유로를 공식 통화로 정했다. 이에 따라 안도라는 2014년 1월 1일부터 독자적인 주화 디자인을 사용하게 되었다.
- 모나코의 유로 주화
- 바티칸 시국의 유로 주화
- 산마리노의 유로 주화
- 안도라의 유로 주화

## 기념주화
유로 주화를 발행하는 나라에서는 매년 독자적인 기념주화를 발행하는데 기념주화는 2유로 주화에 한해서만 발행할 수 있으며 발행할 수 있는 양도 제한된다. 기념주화의 디자인은 12개의 별과 발행 연도, 발행 국가를 새기는 등 유로 주화의 디자인에 관한 일반적인 지침에 따라야 한다.
최초의 2유로 기념주화는 2004년 3월 그리스가 발행한 2004년 아테네 하계 올림픽 기념주화였다. 2007년 유로존 국가에서 로마 조약 체결 50주년 기념주화가 발행되었는데 주화의 디자인은 발행 국가와 공용어 표기를 제외하면 모두 동일하다. 2009년에는 유럽 경제 통화 동맹과 유로 등장 10주년 기념주화가 발행되었다. 그리고 일부 국가에서는 자체적으로 1/4€, 1.50€, 2.50€, 3€, 5€, 7.50€, 10€과 같은 일반주화의 단위와 겹치지 않게 무게와 재질을 종류별로 달리하여 (일부는 순은으로) 기념주화를 법정화폐로 발행하고 있으며 주로 수집가들 사이에서만 액면가보다 약간 높게 유통(거래)되고 있다고 한다.

## 같이 보기
- 유로
- 유로 지폐